# Kaspar Faber
Kaspar Faber, auch Caspar Faber (* 31. März 1730 in Langenzenn; † 1784 in Stein bei Nürnberg) war ein deutscher Unternehmer. Auf ihn geht die Gründung des bekannten Schreibwarenunternehmens Faber-Castell zurück.

## Leben
Nach der Schule absolvierte Faber eine Ausbildung zum Schreiner. 1758 traf er, von Langenzenn kommend, in der Gemeinde Stein bei Nürnberg ein. Im gleichen Jahr wurde sein Sohn Anton Wilhelm geboren.
Zwei Jahre später ließ er sich hier als Schreiner endgültig nieder und eröffnete 1761 eine kleine Werkstatt, in der er „Bleyweißstefften“ herstellte; ein seinerzeit typischer Tätigkeitsbereich des Schreinerhandwerks. Bestrebungen, das Bleistiftmachen zu einem eigenen zunftgerechten Handwerk zu erheben, scheiterten an der fehlenden Genehmigung des Nürnberger Rugsamtes, das die Gewerbe in der Reichsstadt und ihrem Umland beaufsichtigte. 
Damit diese Stifte, ursprünglich aus reinem Graphit, nicht so leicht bröckelten und brachen, unternahm Faber um 1771 die ersten Versuche mit gemahlenem Graphit, den er mit Schwefel, Antimon und bindenden Harzen vermengte. Von der in Nürnberg schon längst bekannten Technik, die Schreibstifte in Holzstäbe einzuleimen, machte er jedoch noch keinen Gebrauch. 
Zu seiner Lebzeit verlief die Produktion noch in kleinem Maßstab. Mit seinem kleinen Handwerksbetrieb legte er den Grundstein für eine Bleistiftfabrikation, die sein Urenkel in der Mitte des 19. Jahrhunderts zur Weltmarke führte.

## Ehrungen
- Die Kaspar-Faber-Straße in Bremen-Oberneuland wurde im Jahr 2000 nach ihm benannt.

## Nachkommen
- Anton Wilhelm Faber (1758–1819), nach dem Tod seines Vaters firmierte die Firma unter seinem Namen „A. W. Faber“. Es ist überliefert, dass seine Frau noch mit dem Weidenkorb nach Nürnberg auf den Markt ging, um dort Bleistifte anzubieten.
  - Georg Leonhard Faber (1788–1839), ⚭ Sophia Kupfer (1790–1845); Georg Leonhard übernahm die Firma 1810
    - Johann Lothar Freiherr von Faber (1817–1896), ⚭ Ottilie Richter (1831–1903); Lothar übernahm 1839 das Geschäft, vertrieb die Bleistifte erstmals unter dem Markennamen "A. W. Faber", führte die sechseckige Form der Stifte ein und gründete ein eigenes Vertriebssystem mit Niederlassungen in Europa, USA und Indien. In Anerkennung seiner wirtschaftlichen und sozialen Verdienste erhielt er 1862 den persönlichen Adel verliehen, 1881 wurde er in den erblichen Freiherrenstand erhoben, 1865 zum lebenslangen und 1889 zum Erblichen Reichsrat der Krone Bayerns ernannt.
      - Wilhelm Freiherr von Faber (1851–1893), ⚭ seine Cousine Bertha Faber (1856–1940); Wilhelm war Lothar von Fabers einziger Sohn, ab 1873 im Unternehmen tätig und ab 1877 zur Nachfolge bestimmt. Für ihn wurde die Villa neben dem 1872 erbauten „Alten Schloss“ errichtet. Er litt unter dem Tod seiner Söhne und hinterließ nach seinem frühen Tod neben seiner Frau drei Töchter. Lothar musste daher das Unternehmen bis zum eigenen Tod weiterführen.
        - Lothar Freiherr von Faber; starb im Alter von 3 bis 4 Jahren.
        - Alfred Wilhelm Freiherr von Faber; starb im Alter von 3 bis 4 Jahren
        - Ottilie Freiin von Faber (1877–1944), ⚭ 1898 Alexander Graf zu Castell-Rüdenhausen (1866–1928); Durch den Tod ihrer beiden Brüder war sie als ältestes Mädchen zur Erbin des Unternehmens aufgestiegen. Nach Lothars Tod wurde das Erbe von seiner Frau bis zur Heirat Ottilies verwaltet. Lothar von Faber hatte testamentarisch verfügt, dass nachkommende Generationen den Namen "Faber" stets im neuen gemeinsamen Familiennamen zu integrieren hätten. Mit königlicher Bewilligung nahm Alexander zu Castell-Rüdenhausen bei der Heirat am 2. Februar 1898 den Namen "Graf von Faber-Castell" an und verzichtete auf seine Rechte gegenüber dem Haus Castell. Mit der Heirat entstand die neue Familienlinie der Grafen von Faber-Castell und der Markenname "Faber-Castell". 18 Jahre später trennte Ottilie sich von Alexander und heiratete Philipp von Brand zu Neidstein.
          - Elisabeth Gräfin von Faber-Castell (1899–1986), ⚭ I. 1920 (geschieden 1930) Hubert Frommel (1899–1970), II. 1933 Nikolaus Graf von Bismarck-Schönhausen (1896–1940), III. 1947 Max Buchegger (1919–1968)
          - ein Sohn (* 1902; starb nach wenigen Monaten)
          - Maria Gabriella Gräfin von Faber-Castell (1900–1985), ⚭ I. 1920 (geschieden 1931) Max Hugo Prinz zu Hohenlohe-Öhringen (1893–1951), II. 1935 Lüder Lahmann (1914–1959)
          - Irmengard Gräfin von Faber-Castell (1904–1972), ⚭ I. 1926 (geschieden 1939) Friedrich Wilhelm Hornstein (1895–1965), II. 1958 Karl-Heinz Licht (1920–1968)
          - Roland Graf von Faber-Castell (1905–1978), ⚭ I. 1928 (geschieden 1935) Alix-May von Frankenberg und Ludwigsdorf (1907–1979) (Enkelin von Eduard Freiherr von Oppenheim), II. 1938 (geschieden 1969) Katharina Sprecher von Bernegg (1917–1994) (Tochter von Andreas Sprecher von Bernegg), III. 1969 Ursula Boden (1924–2003); Roland übernahm 1928 die Firmenleitung
            - Hubertus Graf von Faber-Castell (1934–2007)
            - Anton-Wolfgang Graf von Faber-Castell (1941–2016)

        - Hedwig Freiin von Faber (1882–1937), ⚭ Wolfgang Graf zu Castell-Rüdenhausen (1875–1930)
          - Alexandra Gräfin zu Castell-Rüdenhausen (1904–1961), ⚭ 1927 Friedrich Christian Prinz zu Schaumburg-Lippe (1906–1983)
          - Wulf-Diether Graf zu Castell-Rüdenhausen (1905–1980), ⚭ I. 1928 (geschieden 1941) Hildegard Prinzessin von Hanau (1903–1990), II. 1942 Luise Ullrich (1910–1985)

    - Johann Faber (1819–1901), Bruder des Vorigen, 1847–1878 Teilhaber des Unternehmens ⚭ 1848 Käte Meißner
    - Johann Eberhard Faber (1822–1879), ⚭ Jenny Haag (* 1836); Eberhard ging im turbulenten Jahr 1848 in die USA, wo er im folgenden Jahr in New York, William Street 133, ein Schreibwarengeschäft eröffnete (1877 verlegt zum Broadway 718/720). Er erkannte, dass die Rotzeder aus Florida ideal für Bleistifte ist, und begann diese 1852 nach Stein zu exportieren. 1861 gründete er seine eigene Bleistift-Produktion am East River in New York. Nachdem diese 1872 abgebrannt war, baute er in Brooklyn eine größere Fabrik auf.
      - Bertha Faber (1856–1940) ⚭ ihren Cousin Wilhelm Freiherr von Faber (1851–1893)
      - Sophia Faber (* 14. August 1857)
      - John Eberhard Faber (* 14. März 1859); gründete zusammen mit seinem Bruder Lothar 1922 in Neumarkt in der Oberpfalz die Bleistift- und Radiergummifabrik „Eberhard Faber“, die ab 1978 vorübergehend zur Staedtler Gruppe gehörte.
      - Lothar W. Faber (* 27. September 1861)
      - Louise Faber (* 2. Januar 1866)
      - Rosie Faber (* 3. Februar 1871)